# Труп моего врага (фильм)
«Труп моего врага» (фр. Le Corps De Mon Ennemi) — французский художественный фильм, поставленный режиссёром Анри Вернёем по роману Фелисьена Марсо.

## Сюжет
Вернувшись после семилетнего тюремного заключения в родной город, Франсуа Леклер вспоминает события, предшествующие аресту, и пытается понять, кто стоял за ложным обвинением против него. В детстве он испытал чувство унижения по вине дочери местного индустриального магната Жильберты Льегар и всегда мечтал отомстить ей. Наконец через много лет ему удалось познакомиться с ней и даже начать роман. Она ввела его в свой круг и познакомила со своим отцом, Жан-Батистом Льегаром, который сразу почувствовал симпатию к молодому человеку и охотно взялся за его карьеру. Вскоре должны состояться выборы мэра, и наиболее вероятным кандидатом на этот пост является отец Леклера. Льегар же поддерживает кандидатуру действующего мэра, Ла Рош-Бернара, и пытается уговорить Леклера заставить отца отказаться от участия в выборах. Леклер отказывается, после чего оппоненты его отца срывают его предвыборную кампанию при помощи компрометирующих фотографий, на которых изображён Франсуа в обществе Льегара и его дочери. Леклер-старший выходит из игры, ведь именно разоблачения Льегара давали ему поддержку горожан. После этого Леклер-младший рвёт отношения с Жильбертой.
Через некоторое время Леклеру как человеку, вхожему в лучшие дома, некий Ди Масса предлагает место формального директора своего нового элитного ночного клуба, рассчитывая, что это привлечёт влиятельных клиентов. Леклер очень уверенно чувствует себя в этом качестве, пока не узнаёт, что клуб был открыт для торговли наркотиками. Он прекращает торговлю к неудовольствию Ди Масса, который предлагает ему вступить в долю. Но Леклер не желает заниматься этим. На следующий день в клубе находят трупы одной из работающих в нём девушек и известного футболиста, проводившего с ней вечер. Оба были убиты из пистолета Леклера. На суде Ди Масса заявляет, что Леклер занимался продажей наркотиков и убитая собиралась дать против него показания в полиции.
Теперь, выйдя из тюрьмы, Леклеру удаётся вычислить всю цепочку подставивших его и отомстить главному виновнику, которым является Жан-Батист Льегар. Оповестив Ди Масса о том, что его бывший покровитель Льегар собирается выдать всех замешанных в истории с клубом, Леклер решает покинуть город. На следующее утро люди Ди Масса убивают Льегара, когда тот привычно играет в гольф.

## В ролях
- Бернар Блие — Жан-Батист Льегар
- Мари-Франс Пизье — Жильберта Льегар
- Жан-Поль Бельмондо — Франсуа Леклер
- Мишель Бон — одноклассник, друг детства
- Франсуа Перро — Рафаэль Ди Масса
- Рене Лефевр — отец Франсуа
- Элизабет Маргони[фр.] — Карин Дюпарт
- Шарль Жерар — водитель такси

## Производство
Фильм снимался в лилльской агломерации — в качестве вокзала вымышленного города Курне был использован железнодорожный вокзал Туркуэна, города-спутника Лилля. Часть уличных сцен снимали в таком же городе-спутнике Рубе и в самом Лилле.